# Axel Johan Fägerplan

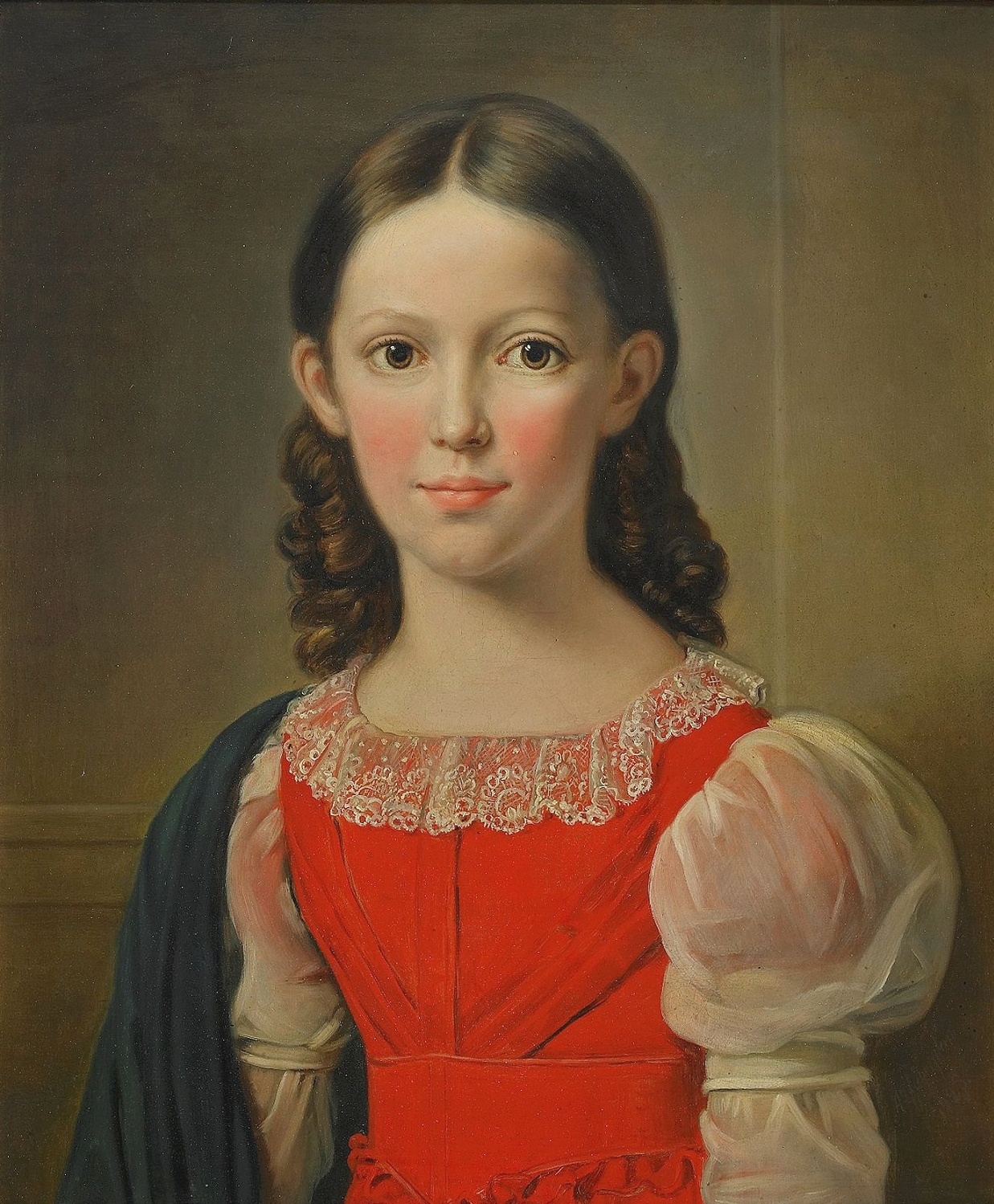
Porträtt av fröken Ebba Ottiliana von Francken (1828) av Axel Johan Fägerplan.

Axel Johan Fägerplan, född 13 maj 1788 i Hova, Västergötland, död 17 juli 1865 i Stockholm, Hamngatan 26, var en svensk målare.

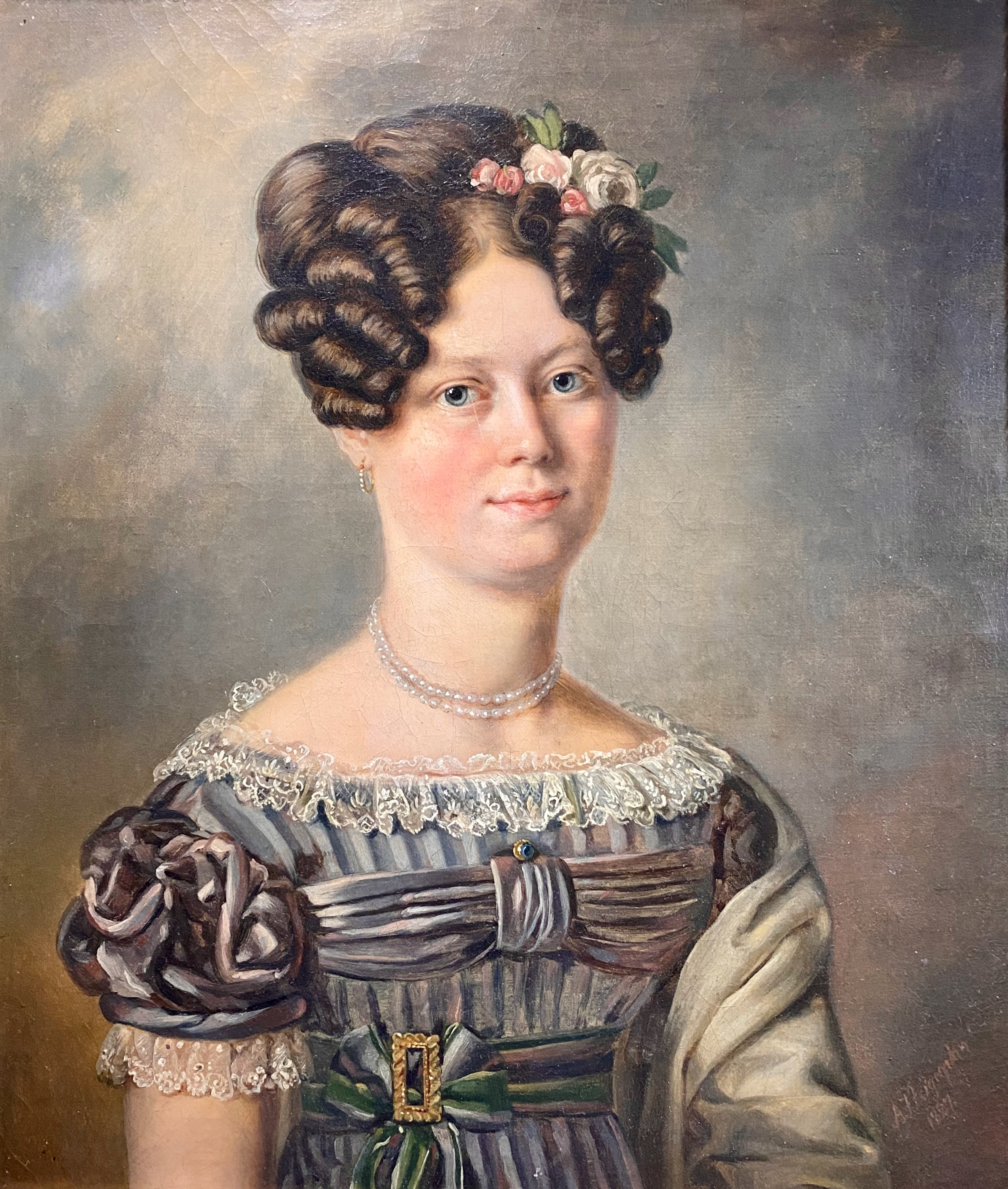
Porträtt av fröken Carolina von Post (1806-1840) målat hösten 1827 av Axel Johan Fägerplan.

Fägerplan kom till Stockholm 1808 för att studera vid Konstakademien och han medverkade i akademins utställning 1813 med sin första historiekomposition. Han fick i Per Krafft den yngre en mentor och inspirationskälla och han tog även efter Kraffts klara nyantika stil i sitt måleri. Under studieåren vid akademien blev Fägerplan en av akademiens flitigaste utställare. Han tilldelades akademiens guldjetong 1824 för tavlan Pompejus och Valerius Maximus bevista ett åltrigt rikt fruntimmers frivilliga död genom gift som senare placerades på Stockholms slott. Uppmärksamheten tavlan gav förskaffade honom även värdighet som agréerad historiemålare vid akademien. Han utnämndes till lärare i teckning vid akademiens principskola 1838. Fram till mitten av 1820-talet målade han huvudsakligen historiska kompositioner men därefter blev det mer och mer porträttmåleri. Han blev den främsta medhjälparen i Kraffts privata ateljé på Regeringsgatan 9. Där fick han utföra undermålningen av porträttdukarna samt figurernas kroppar och fonderna medan Krafft själv målade huvudena. Han kom senare att överta både Kraffts våning och ateljé där han även tog emot elever, där märks främst Egron Lundgren som drog sina första penseldrag under Fägerplans handledning. Han var huvudsakligen verksam som porträttmålare men sysslade även med tavelrestaurering, altartavlor och kopiering av äldre porträtt där Swedenborgsporträttet i Västmanlands-Dala nation i Uppsala är det mest kända. Fägerplan är representerad vid bland annat Nationalmuseum, Norrköpings konstmuseum och Statens porträttsamling.